# Antocha (Antocha) perobtusa
Antocha (Antocha) perobtusa is een tweevleugelige uit de familie steltmuggen (Limoniidae). De soort komt voor in het Oriëntaals gebied.